# Csongrád (vino)
Csongrád (en húngaro Csongrádi borvidék) es una región vinícola de Hungría situada en la Gran Llanura Húngara. Está reconocida oficialmente como una de las 22 regiones vinícolas productoras de vino vcprd del país, y como tal es utilizada como denominación de origen. 
La superficie de viñedos ocupa una extensión de unas 2800 ha, y se distinguen cuatro subregiones: Csongrád, Kistelek, Pusztamérges y Mórahalma, en las que se cultivan diferentes variedades viníferas.